# Johann Adolph Hasse
Johann Adolph Hasse, född 25 mars 1699 i Bergedorf vid Hamburg, död 16 december 1783 i Venedig, var en tysk tonsättare.
Han började som operasångare, tenor, i Hamburg 1718 och Braunschweig 1721 och debuterade 1721 i operan Antiochus. Från 1722 studerade han komposition för Niccola Porpora och Alessandro Scarlatti i Neapel. Hans opera Sesostrate hade premiär 1726 och blev en sådan succé, att han blev en känd kompositör i hela Italien. Året därpå, 1727, blev han kapellmästare vid konservatoriet i Venedig. År 1730 gifte han sig med sångerskan Faustina Bordoni, och för henne skrev han sedan alltid primadonnepartierna i sina operor.
Paret fick 1731 anställning vid hovoperan i Dresden. Han anställdes som kapellmästare och hon som sångerska. Han vistades emellertid före 1740 mest i Italien, där han skrev flera operor och dominerade scenen. 1733 kom han till London för att sätta upp sin opera Artaserse på scenen och konkurrera med Georg Friedrich Händel, men ganska snart gav han upp konkurrensen. Av kostnadsskäl blev han och frun avskedade från tjänsterna i Dresden 1763. Han reste då först till Wien, där han komponerade för hovoperan, och slutligen till Venedig. 
Hasse skrev över 70 operor, 14 oratorier, 5 Te Deum, flera mässor, två rekviem, vidare diverse misereren, litanior, motetter, psalmer, kantater, klaverkonserter och sonater, flöjtkonserter med mera. Han satte upp nästan alla Pietro Metastasios libretton, flera av dem mer än en gång. 
Få kompositörer som varit så kända under sin livstid har blivit lika bortglömda som Hasse. Orsaken är nog att han skrev för sin egen tids smak; den kände han och kunde tillfredsställa. Paret Hasse bildade den typiska spetsen för den italienska operan när det gällde komposition och utförande. Christoph Willibald Gluck vände sig senare emot denna smakriktning. Han ansåg att den bestod av ändlösa arior. Alla var komponerade efter samma mall, inte avsedda för styckets handling utan för att visa sångarens skicklighet. Det var enformiga modulationer och slätstruken instrumentering, men å andra sidan elegant flytande melodier som visade sångröstens möjligheter.

## Verk
- 6 symfonier
- 6 violinsonater
- 6 cembalosonater
- 6 konserter för orgelsolo
  - Nr.1 i F-dur
  - Nr.2 i G-dur
  - Nr.3 i G-dur
  - Nr.4 i D-dur
  - Nr.5 i F-dur
  - Nr.6 i D-dur
- Orgelkonsert i D-dur
- Oboekonsert i F-dur
- Cellokonsert i D-dur
- Flöjtkonsert i D-dur
- Flöjtkonsert i b-moll
- Konsert för två flöjter i G-dur
- 6 triosonater
  - Nr.1 i e-moll
  - Nr.2 i C-dur
  - Nr.3 i A-dur
  - Nr.4 i G-dur
  - Nr.5 i E-dur
  - Nr.6 i D-dur
- Il cantico de'tre fanciulli (Oratorium, Dresden, 1734)
- I pellegrini al sepolcro di Nostro Signore (Oratorium i två delar, Dresden 1742)
- La deposizione della Croce (Oratorium,Dresden, 1744)
- La conversione di Sant' Agostino (Oratorium i två delar, Dresden, 1750)
- Te deum
- Requiem i C-dur
- Requiem i Es-dur
- Miserere i d-moll
- Miserere i c-moll
- Salve Regina i A-dur
- Salve Regina i F-dur
- Missa ultima i g-moll
- 17 övriga kyrkliga verk
- 70 operor, bl.a.
  - Artaserse (Venedig, 1730)
  - Cleofide (Dresden, 1731)
  - Siroe, re di Persia (Bologna, 1733)
  - Piramo e Tisbe (Wien, 1768)
  -  Il re pastore (Hubertusburg, 1755)
  - La clemenza di Tito (Neapel, 1759)

Se del fiume, from Artaserse (1730-1734) (fil)